# Petite-Chaux
Petite-Chaux is een gemeente in het Franse departement Doubs (regio Bourgogne-Franche-Comté) en telt 129 inwoners (1999). De plaats maakt deel uit van het arrondissement Pontarlier.

## Geografie
De oppervlakte van Petite-Chaux bedraagt 9,8 km², de bevolkingsdichtheid is 13,2 inwoners per km².
De onderstaande kaart toont de ligging van Petite-Chaux met de belangrijkste infrastructuur en aangrenzende gemeenten.

## Demografie
Onderstaande figuur toont het verloop van het inwonertal (bron: INSEE-tellingen).